# 牡丹山 (新北市)
牡丹山，又名武丹坑山，是台灣新北市瑞芳區弓橋里與雙溪區三貂里交界處的一座山峰，標高657公尺。該山西側為基隆河支流大粗坑溪，西南側、南側及東側為雙溪支流牡丹溪及其支流，東北側為九份溪源流區。
牡丹山是一座火山，其組成岩石主要為黑雲母角閃石英安山岩、角閃石英安山岩、含輝石黑雲母角閃安山岩等，屬於基隆火山群。:154-156